# Země Spojeného království

Země Spojeného království

Země Spojeného království (anglicky Countries of the United Kingdom) je souhrnné označení čtyř zemí, které dohromady tvoří Spojené království Velké Británie a Severního Irska:
- Anglie (England), hlavní město Londýn
- Severní Irsko (Northern Ireland), hlavní město Belfast
- Skotsko (Scotland), hlavní město Edinburgh
- Wales (Wales), hlavní město Cardiff

Z cca 66 milionů obyvatel Spojeného království naprostá většina (cca 56 milionů) žije v Anglii, která přitom činí jen něco málo přes polovinu celkové rozlohy. 
Anglie a Wales tvoří jednotku řídící se anglickým právem. Skotsko a Severní Irsko mají své vlastní právní řády – skotské právo a severoirské právo. Všechny tři menší země mají vlastní regionální vlády a regionální parlamenty: Shromáždění Severního Irska, Skotský parlament a Velšské národní shromáždění. Anglie vlastní politické orgány nemá, je řízena centrálními „britskými“ orgány sídlícími v Londýně.
Kromě těchto zemí patří pod svrchovanost britské koruny ještě korunní dependence (např. Ostrov Man) a zámořská území – ty se formálně nepovažují za součást Spojeného království (nepatří k žádné jeho zemi), nemají ale vlastní suverenitu a jsou mu podřízena.